# Phyllopodopsyllus medius
Phyllopodopsyllus medius is een eenoogkreeftjessoort uit de familie van de Tetragonicipitidae. De wetenschappelijke naam van de soort is voor het eerst geldig gepubliceerd in 1964 door Por.